# Großsteingrab Westerkappeln
Das Großsteingrab Westerkappeln ist eine nur noch in Resten erhaltene Grabanlage der jungsteinzeitlichen Trichterbecherkultur bei Seeste, einem Ortsteil der Gemeinde Westerkappeln in der Region Tecklenburger Land (Kreis Steinfurt), Nordrhein-Westfalen. Es trägt die Sprockhoff-Nummer 982 und wurde in die Zeit zwischen 3300 und 3075 v. Chr. datiert.

## Lage
Das Grab befand sich direkt am Ostrand der Bramscher Straße etwa auf halbem Weg zwischen Westerkappeln und dem Mittellandkanal im zur Bauerschaft Seeste gehörenden Ort Niederdorf, an der Gastwirtschaft Schoppmeyer (Bramscher Straße 64).
Seeste liegt auf der sichelförmigen Seester Platte, die sich zwischen 10 und 15 m über die umgebenden Niederungsgebiete erhebt. Das Zentrum der Platte, an deren Rand sich die örtlichen Bauernhöfe reihen, bildet eine Grundmoräne mit schluffig-tonigen bis sandig-kiesigen Schichten. Darin treten vereinzelt Findlinge auf, die die Gletscher von Skandinavien südwärts transportiert haben. Die Ränder der Platte sind von Schichten des Mittleren Buntsandsteins und des Unteren Muschelkalks geprägt. Das Grab lag am flachen, nordostwärts abfallenden Hangbereich, der durch eine Niederung, die in die Platte einschnürt, gebildet wird.

## Beschreibung

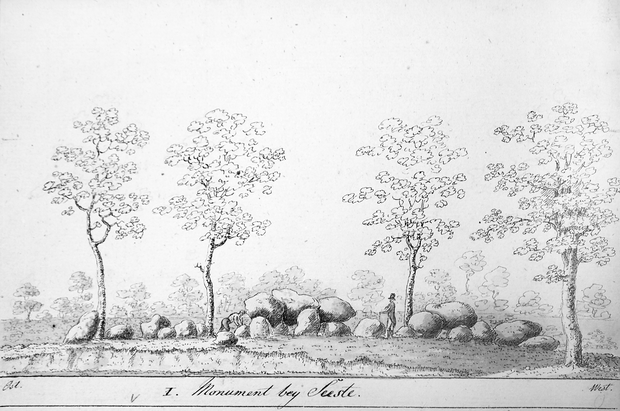
Zeichnung des Grabes von Georg zu Münster (1807)

Die Anlage ist stark zerstört und besteht noch aus drei Steinen. 1807 wurde durch Georg zu Münster eine Ausgrabung vorgenommen, wobei zahlreiche trichterbecherzeitliche Keramik gefunden wurde, darunter auch ein gut erhaltenes Gefäß, das als „Seester Fußvase“ bekannt wurde. Bereits bei der Beschreibung durch Müller 1867 war das Grab sehr schlecht erhalten. Es fehlten bereits mehrere Decksteine und die Wandsteine waren teilweise umgefallen. Müller und Reimers gaben 1893 die Maße der Grabkammer mit 25 Schritt Länge und 5 Schritt Breite an.

## Forschungsgeschichte (ab 1672, 1807)
Viele Großsteingräber sind zwar seit langer Zeit bekannt, doch die meisten werden in den Quellen nur erwähnt, äußerst knapp beschrieben, jedenfalls sah man keinen Anlass, dort zu graben. 1672 versucht Gerhard Arnold Rump das Bauwerk und seine Erbauer einzuordnen. Dabei glaubt er, dass zu dieser Zeit jene biblischen Riesen, die auf Befehl Gottes durch Josua vertrieben, in Nordeuropa anzutreffen waren, wo sie „viel Hundert Jahr vor Christi Gebuhrt“ gelebt hätten. Demnach hatten sie „den wunderbaren Gang unter der Erden her / durch harte Steinfelsen durchgehawen/verordnet und gebawet“. Dies untermauert er mit vier Argumenten: Zum einen sei „noch etwas von Gotischer Schrifft Buchstaben“ zu sehen gewesen, „so jetzo alters halben nicht mehr gesehen noch gelesen werden kan.“ Entgegen der Überlieferung hätten nicht Hunnen das Monument errichtet, sondern Hünen (demnach eine Verwechslung). Als drittes Argument führt der Verfasser an, „daß in dieser Grafschafft / als zu Seeste und am Werser Holtz viel solcher Riesen Begräbnüssen mit sehr grossen und schweren Steynen auffgehäufft/ gefunden werden“ (es kann sich dementsprechend nicht um ein Bauwerk der „Hunnen“, womit die Ungarn gemeint waren, gehandelt haben, die ja nur kurze Zeit anwesend gewesen sein können). Schließlich nennt er die römische Überlieferung vom „Herckenstein / das ist Herculis Stein oder Seule im Ledischen Berge“, und dass auch dieser durch die „hierländischen Hercules“ errichtet worden sei, die die Römer „Herculis columnas“ genannt hätten. Das dortige Kloster sei im Übrigen errichtet worden, „damit die Leute von solcher Heidnischen Blindheit und Abgöttery […] zum wahren Gottesdienst gewohnet und angehalten werden möchten.“ Abgesehen von der biblischen Herleitung der Riesen war die Einordnung in vorrömisch-heidnische Zeit, und zwar viele Jahrhunderte v. Chr., dann als Begräbnisstätte, sowie die begründete Ablehnung der Ungarn als Erbauer ein beachtlicher Schritt. Die von ihm genannten Schriftzüge sind später gänzlich verschwunden. In Form lateinischer Marginalien führt Rump aus, dass man „more Romanorum“ die Toten verbrannt habe und die Überreste in Urnen aufbewahrt habe („custodiri volebant“).
Erst mit Georg zu Münster (Graf Georg Ludwig Friedrich Werner zu Münster) kam es 1807 zu einer ersten Untersuchung an dem „Monument der grauen Vorzeit“. Demnach war es „25. Schritt lang und 5. Schritt breit“, wurde aber von den Bauern „zur Sandgrube gebraucht“. Ein Teil war bereits zerstört, mehrere Urnen und Vasen sollen gefunden worden sein. Das Innere war allerdings noch unzerstört, so fanden die Ausgräber 30 Gefäße, die noch ausreichend erhalten waren, so dass sie sie mitnahmen, bei weiteren 15 oder 16 Gefäßen lohnte dies sich nicht mehr; 8 bis 10 waren schon beim Sandabbau gefunden worden. Insgesamt fand man, wie der Autor konstatiert, 50 bis 55 Vasen und Gefäße. Hinzu kamen „2. Keile von Feuerstein“, dazu wohl Splitter aus dem gleichen Material, die immer neben den Urnen lagen. Außerdem fanden sich einige „Messer“, aber auch Werkzeuge, die zu dick waren, um als Messer gedient haben zu können, schließlich vier bis fünf kleinere Keile und Pfeilspitzen. Ringe oder Perlen aus Bernstein fanden sich, im Gegensatz zu anderen Monumenten, allerdings nicht. Darüber hinaus fanden sich unter einem Stein menschliche Überreste, darunter ein ganzer Schädel und Rippen. Es fand sich aber „durchaus keine Urne oder Vase mit Knochen noch sonst irgend eine Spur als ob es ein Grabmahl gewesen“. Dabei standen oder lagen die Vasen zum Teil hintereinander aufgereiht, allerdings nicht regelmäßig, zwei Schalen lagen ineinander. Die Vasen standen auf dem unregelmäßigen Steinpflaster, „welches zuweilen zwischen den Seitensteinen aufgemauert war, und waren sämtlich ohne Deckel.“ Die Zeichnung, die der Graf anfertigte, zeigt 23 Steine, die Anlage war nach seinen Angaben zwischen 17,75 und 18,75 m lang und 3,55 bis 3,75 m breit. Falls es eine äußere Umfassung gegeben hat, so beschreibt sie der Ausgräber nicht. Auch der Eingang, der auf der von Norden angefertigten Skizze nicht erscheint, wird nicht erwähnt. Die Pflasterung ließ sich bei der Grabung des Jahres 2017 nachweisen, als sich im Abraum kleine Kalksteinplatten fanden. Ausführlich beschreibt der Graf die dreißig geborgenen Gefäße, darunter die „Seester Vase“. Auch erwähnt er, dass sich im Westen mehrere Körperbestattungen fanden. Gefäße und Geräte fügte er seiner Sammlung auf Gut Langelage hinzu, die menschlichen Überreste ließ er außer Acht.

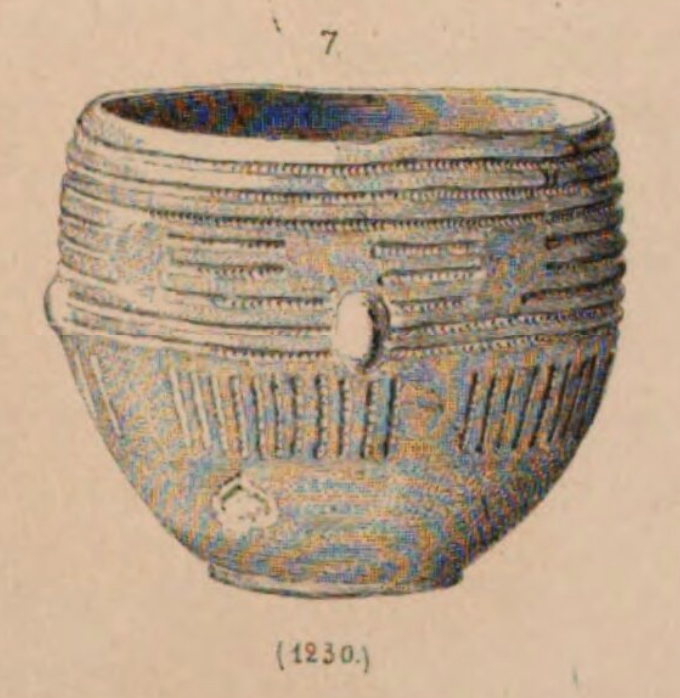
Zeichnung eines Zylinderrandbechers (bzw. einer Amphore) bei Ludwig Lindenschmit: Die Alterthümer unserer heidnischen Vorzeit, Bd. I, Mainz 1858, H. 3, Taf. IV, 7

Alle Stücke wurden 1853 angekauft und kamen in den Bestand des Historischen Vereins für Niedersachsen. Durch die Aufnahme in diesen bedeutenden Bestand erhielten die Fundstücke neue Aufmerksamkeit. 1858 erhielten zwei Gefäße in einem der ersten großen Überblickswerke, den Alterthümern unserer heidnischen Vorzeit von Ludwig Lindenschmit, einen prominenten Platz. Auch Baron Arthur de Bonstetten zeichnete einige Gefäße ab, von denen allerdings nur eines aus Westerkappeln stammte, um sie in seinem Essai sur les dolmens überregional bekannt zu machen.
Johannes Heinrich Müller und Jacobus Reimers stellten erstmals die Bedeutung der Grabung von 1807 heraus, zumal viele der Monumente, nicht nur dieses, inzwischen zerstört oder gefährdet waren. So heißt es dort: „Die Gegend von Westercappeln […] war noch im Anfange dieses Jahrhunderts sehr reich an heidnischen Denkmälern“ und bei „Westercappeln selbst war namentlich der neue Zuschlag des Bauern Kuckuk für den Alterthumsforscher von Interesse […] Als der Bauer Kuckuk vor einigen Jahren einen neuen Aufwurf machte, fand er bei dieser Gelegenheit 10-11 Todtenurnen mit Asche und verbrannten Knochen angefüllt, von welchen ich noch die Ueberreste an dem Aufwurf fand, wobei ich jedoch bemerkte, dass die Scherben sämmtlich glatt waren.“ Weiter berichten die Autoren von der Grabung von 1807, wobei sie Georg zu Münster ausgiebig zitieren.

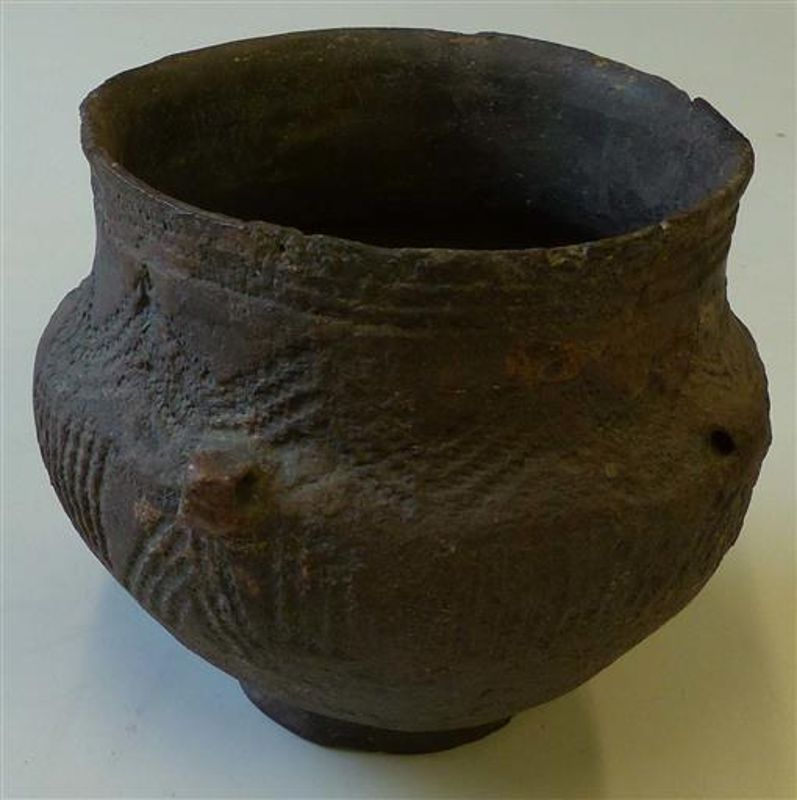
Die „Seester Fußvase“, heute im Niedersächsischen Landesmuseum Hannover

Eine gewisse Bekanntheit auch außerhalb von Fachkreisen erlangte die Stätte in der ersten Hälfte des 20. Jahrhunderts durch den Gelehrtenstreit um die „Seester Fußvase“. Dabei wurde der Versuch unternommen, sie als typologisches Bindeglied zwischen Rössener Kultur und Nordischer Megalithkultur zu erklären, wie man die Trichterbecherkultur zu dieser Zeit nannte. „Heute ist man sich einerseits über die weit ältere Datierung der Rössener Kultur und anderseits die Einbindung der Seester Vase in einen mittleren Abschnitt der Trichterbecherkultur im Klaren.“ In den 1920er und 1930er Jahren hingegen stand die Frage im Mittelpunkt, wie der Bezug zu den Germanen – dementsprechend wurden Einflüsse aus Skandinavien und der möglichst frühe Nachweis von „Germanen“ in den Mittelpunkt gestellt –, oder zu Süddeutschland und dem Donauraum war. Vor allem Gustaf Kossinna wollte den Germanennachweis mit Hilfe der Seester Fußvase führen.
Fotos und Beschreibungen von 1968 zeigen, dass immerhin noch zehn Findlinge vorhanden waren. Mindestens vier weitere verschwanden zwischen 1981 und 2000. Bei Bauarbeiten im Jahr 2009 wurde mindestens ein weiterer Stein verlagert. Untersuchungen sollten 2017 die ursprüngliche Lage des Monumentes klären. Demnach stand das Großsteingrab von Seeste ursprünglich dort, wo sich die im Jahr 1912 errichtete Gastwirtschaft Schoppmeyer befindet. Ob sich in der Nähe eine Siedlung der gleichen Zeitstellung befand, ließ sich dabei nicht klären.
Von den 30 Gefäßen, die Graf Münster verzeichnete, zeichnete und beschrieb er 24. 22 von diesen Gefäßen befinden sich heute im Bestand des Museums Hannover. Unter den 30 Gefäßen waren 11 sogenannte Kragenflaschen, hinzu kamen Gefäße mit Schulterknick und Bauchwölbung, dazu Becher, die vielfach mit Knubben oder Ösen, manchmal auch Henkeln ausgestattet sind. Die Verzierung erfolgte in Form von Einstichreihen („Tiefstich“), von denen einige noch Reste weißer Inkrustierungen aufweisen, die sich gegen den dunklen Ton deutlich absetzen. Einige Gefäße weisen Merkmale späterer Zeitstellungen auf, so dass sie möglicherweise anlässlich von Nachbestattungen abgelegt wurden, ähnlich wie zwei dreieckige Pfeilspitzen, die eher aus der Bronzezeit oder dem Endneolithikum zu stammen scheinen.
Am häufigsten wurden den Toten querschneidige Pfeilbewehrungen beigegeben, die ausnahmslos ohne Gebrauchsspuren sind, eines der Artefakte könnte eine Pfeilschneide sein. Aus Feuerstein bestehen zudem drei Beilklingen, zwei davon sind Flachbeile, beim dritten Exemplar handelt es sich um ein dünnnackiges Feuersteinovalbeil mit rundovalem Querschnitt. Diese Form ist im Gebiet eher selten, hingegen häufiger in Westeuropa anzutreffen. Nicht sicher ist, ob das Beil tatsächlich zum Bestand des Großsteingrabes Seeste gehört. Neben vier retuschierten Abschlägen und Klingen fand sich ein nur grob zugerichtetes Feuersteinstück, das zusammen mit einem Pyrit als eine Art Feuerzeug fungiert haben dürfte. Überraschend ist der Fund eines Klingenkratzers, der aus Rijckholt-Feuerstein besteht, der also aus dem Maasgebiet stammt – somit das zweite Artefakt, das möglicherweise auf weit reichende Kontakte westwärts hindeutet. Ansonsten wurde lokal verfügbarer Moränenfeuerstein eingesetzt. Neben den oben genannten Pfeilspitzen fanden sich im Inventar 17 unbearbeitete Klingen und 9 Abschläge.

### In übergreifenden Werken
- Renate Wiechers-Weidner: Großsteingräber in Westfalen. Landschaftsverband Westfalen-Lippe, Landesbildstelle Westfalen, Münster 1985, S. 10.
- Ernst Sprockhoff: Atlas der Megalithgräber Deutschlands. Teil 3: Niedersachsen – Westfalen. Rudolf-Habelt Verlag, Bonn 1975, ISBN 3-7749-1326-9, S. 149–150.
- Elisabeth Schlicht: Kupferschmuck aus Megalithgräbern Nordwestdeutschlands. In: Nachrichten aus Niedersachsens Urgeschichte. Band 42, 1973, S. 13–52 (Online).

### Ältere Werke
- Ludwig Lindenschmit: Die Alterthümer unserer heidnischen Vorzeit, Bd. I, Mainz 1858, H. 3, Taf. IV, 7.8. (Digitalisat, Heft 3, Tafel IV, hier: 7 und 8)
- Johannes Heinrich Müller, Jacobus Reimers: Vor- und frühgeschichtliche Alterthümer der Provinz Hannover. Schulze, Hannover 1893, 282–284 (Digitalisat; PDF; 25,0 MB).
- M. F. Essellen: Geschichte der Grafschaft Tecklenburg, Carl Braus, Schwerte 1877, S. 4 f.
- Johannes Heinrich Müller: Vorchristliche Alterthümer im Lande Hannover. In: Zeitschrift des Historischen Vereins für Niedersachsen, 1867, S. 311.
- Gerhard Arnold Rumpius: Des Heil. Röm. Reichs uhralte hochlöbliche Grafschafft Teklenburg, Hermann Brauer, Bremen 1672, S. 80 (merkt die Ähnlichkeit zur „Insel Gothiae“ an, nachgedruckt 2012). (Google Books)